# 福尔扎-达格罗
福尔扎-达格罗（義大利語：Forza d'Agrò），是意大利西西里大区墨西拿廣域市的一个市镇。总面积11平方公里，人口921人，人口密度83.7人/平方公里（2009年）。ISTAT代码为083024。